# نیکلیدا
نیکلیدا (به لاتین: Niklida) یک منطقهٔ مسکونی در روسیه است که در داغستان واقع شده‌است.